# Мийо (округ)
Мийо (фр. Millau) — округ (фр. Arrondissement) во Франции, один из округов в регионе Юг-Пиренеи. Департамент округа — Аверон. Супрефектура — Мийо.
Население округа на 2006 год составляло 70 499 человек. Плотность населения составляет 20 чел./км². Площадь округа составляет всего 3467 км².